# Theodor Chindler (Fernsehserie)
Theodor Chindler ist eine achtteilige deutsche Fernsehserie aus dem Jahre 1979 von Hans W. Geißendörfer mit Hans-Christian Blech in der Hauptrolle. Die Serie „beschreibt in acht einstündigen Folgen nach dem Roman von Bernard v. Brentano die Zeit des Ersten Weltkriegs aus der Perspektive der Familie eines hessischen Reichstagsabgeordneten, eines eigenständigen Mannes der katholisch-konservativen Zentrumspartei“. Für Regisseur Geißendörfer war Brentanos 1936 im Schweizer Exil publizierter Roman ein „brisanter, dramatischer und unterhaltsamer“ Filmstoff.

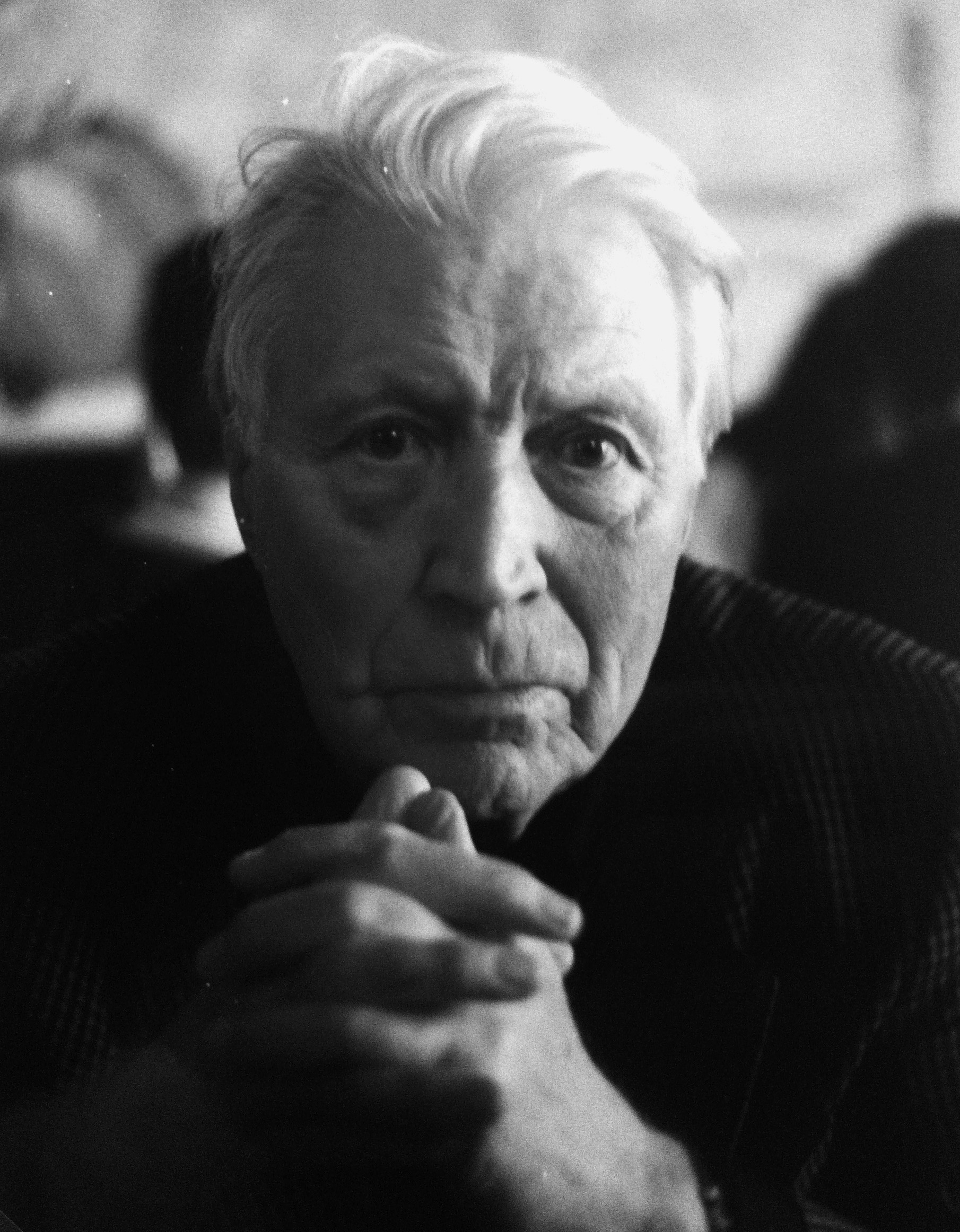
In der Rolle des Theodor Chindler: Hans Christian Blech

## Handlung

### Erster Teil
Im hessischen Neustadt residiert der dem deutschen Reichstag angehörende Zentrumsabgeordnete und Geschichtsprofessor Theodor Chindler standesgemäß mit seiner Familie. Chindler ist ein angesehener Honoratior mit patriotischen, deutsch-nationalen Ansichten, ohne deshalb ein Reaktionär zu sein. Er ist verheiratet mit Elisabeth, einer streng gläubigen, katholisch-bigotten Frau, mit der er vier Kinder gezeugt hat: Der Älteste heißt Ernst, gefolgt von seinem nächstjüngeren Bruder Karl. Margarete, genannt „Maggie“, ist die einzige Tochter und zugleich die freigeistigste Person im Chindler-Haushalt. Sohn Leopold ist das Nesthäkchen der Familie und geht noch zur Schule. Die Hierarchien im starren Familiengefüge entsprechen dem gutbürgerlichen Zeitgeist des Wilhelminismus.
Elisabeth Chindler überzeugt ihren widerstrebenden Gatten 1912, erneut den Einzug in den Reichstag anzustreben. Als im August 1914 der Erste Weltkrieg beginnt, ist Theodor Chindler primär mit den eigenen, innerfamiliären Konflikten in der Neustädter Ludwigstraße Nr. 100 beschäftigt. Die an die Front marschierenden Soldaten ziehen mit klingendem Spiel unter seinem Fenster vorbei, und überall herrscht die optimistische Meinung, dass man in einigen wenigen Wochen den „französischen Erbfeind“ besiegt haben werde. Theodor Chindler hingegen ist skeptisch. Er sieht keinen Sinn in diesem Waffengang und befürchtet, dass dieser Krieg nicht die Zustimmung des Volkes und seiner politisch-parlamentarischen Vertreter habe. Seine Söhne Ernst und Karl widersprechen ihm, ihre Gesinnung ist durch und durch deutsch-national, und in einem Zustand freudiger Erregung wollen sie so schnell wie möglich an die Front kommen. Lilli Chindler, Ernsts junge Gattin, sieht wie der Alte mit Sorge auf die kommenden Wochen und Monate und würde am liebsten ihren Mann nicht gehen lassen. Instinktiv lehnt auch Margarete jedes nationalistische Kriegsgeheul ab. Mit diesem innerfamiliären Konflikt im Herzen muss Theodor Chindler nolens volens seine beiden ältesten Söhne ziehen lassen.

### Zweiter Teil
Der Krieg tobt erst seit wenigen Wochen. Ernst und Karl sind ihrem Wunsch entsprechend an die Front versetzt worden und noch immer optimistisch. Margarete will, während so viele jungen Leben dahingehen, etwas Sinnvolles tun und meldet sich als Freiwillige in einem Krankenhaus, wo sie als Pflegerin eingesetzt wird. Ihre Mutter ist davon alles andere als begeistert. Nesthäkchen Leopold ist zum Glück noch zu jung für den grauen Rock und den Dienst an der Waffe. Er besucht weiterhin das örtliche Gymnasium. Theodor Chindler macht aus seiner Skepsis gegenüber dem Krieg auch als Abgeordneter im Reichstag keinen Hehl. Dadurch wird er von zahlreichen Kollegen argwöhnisch beäugt und gerät mit seiner aufrechten Haltung mehr und mehr ins politische Abseits. Schwiegertochter Lilli begleitet ihn zu einem Empfang des bayerischen Ministerpräsidenten von Hertling nach München. Lilli Chindler ist weit mehr als das „kleine Frauchen“ von Ernst, als die die Männerwelt sie sieht. Sie beeindruckt die in Rollenklischees verharrenden Herren um sich herum mit ihrer politischen Einstellung und profunden Kenntnissen. Auf der ersten Kriegsweihnacht daheim bei den Chindlers herrscht eine bedrückende Stimmung: Ernst, von der „Kriegsherrlichkeit“ desillusioniert, hat von der Front einen bitteren Brief geschickt, dessen Inhalt nichts mehr von all dem einstigen Hurra-Patriotismus oder gar Optimismus verrät.

### Dritter Teil
Leopold hat, sehr zum Unmut seiner Eltern, zu seinem schwulen Klassenkameraden Balthasar Vierling Freundschaft geschlossen. Vater Theodor wie Mutter Elisabeth befürchten, dass dessen als Krankheit angesehene Homosexualität auf ihren Jüngsten übergreifen könnte. Die Eltern versuchen, die beiden Halbwüchsigen auseinanderzubringen, doch Leopold steht zu Balthasar. Daher entscheidet man im Hause Chindler, dass Leopold zu seinem Bruder Karl ins russische Wilna, wo dieser als Besatzungssoldat stationiert ist, geschickt wird. Der noch immer kriegsbegeisterte Karl soll mit „soldatischen Tugenden“ aus dem weichen Leopold einen „ganzen Mann“ machen und ihn überdies für das weibliche Geschlecht interessieren. Aus diesem Grund führt Karl Leopold eine Prostituierte zu. Tatsächlich hat die Dame vom horizontalen Gewerbe beim Jüngsten Erfolg mit ihren Künsten.
In der Zwischenzeit erwirbt sich der zurückgelassene Vierling das Vertrauen des Sozialdemokraten Clemens Koch. Es handelt sich dabei um einen Mann, in den sich ausgerechnet Margarete Chindler verliebt hat. Sie ist beeindruckt von der Persönlichkeit und der politischen Haltung des aus dem Krieg verwundet Heimgekehrten, der nun nicht länger dienen muss. Als Leopold aus Wilna nach Neustadt heimkehrt, kommt Vierling augenblicklich auf ihn zu und will an die Zeit vor dessen erzwungenen Abgang anknüpfen. Doch Leopold weicht Vierling und dessen Vorhaltungen aus. Daraufhin erschießt sich Balthasar in Anwesenheit Elisabeths im Hause Chindler. Erst jetzt begreift Leopold die Konsequenzen der von seinen Eltern forcierten Abreise nach Wilna. Außer sich vor Zorn schlägt der hilflose Leopold seine Mutter im Affekt ins Gesicht. Erstmals beginnt daraufhin die frömmelnde Elisabeth über ihr bisheriges Verhalten nachzudenken.

### Vierter Teil
Die tief religiöse Elisabeth Chindler steht, angesichts Vierlings Selbstmord vor ihren Augen und der nachfolgenden Reaktion Leopolds, noch immer unter Schock und glaubt fest daran, eines Tages vor Gott Rechenschaft ablegen zu müssen. Ihr ältester Sohn Ernst wurde derweil als Ordonnanzoffizier dem Stab vom Generalstabschef von Falkenhayn zugeteilt. In dessen Auftrag überbringt er dem Reichskanzler eine persönliche Botschaft seines Chefs. Auf dem Rückweg besucht Ernst in Berlin Vater Theodor und berichtet ihm, dank seiner nunmehr internen Einblicke, von der immer schwieriger werdenden Kriegslage. Theodor Chindler sieht sich in seiner eigenen Einschätzung bestätigt, darf aber zur Sicherheit von Ernst diese Informationen nicht nutzen, um im Reichstag seine politischen Einschätzungen zu untermauern. Als Ernst an die Westfront zurückkehrt, muss er mit ansehen, welch schreckliche Konsequenzen für die Soldaten in den Schützengräben ganz offensichtliche Fehlentscheidungen des Generalstabs haben. Es kommt zu einem fürchterlichen Gemetzel zwischen Deutschen und Franzosen, bei dem beide Seiten hohe Verluste zu verzeichnen haben.

### Fünfter Teil
Theodor Chindler steht als überzeugter Gegner des uneingeschränktes U-Boot-Krieges, der von den kaiserlichen Militärs als Siegesrezept verordnet wird, im politischen Abseits. Seine Rede vor dem Reichstag 1916 führt endgültig zu seiner politischen Isolation innerhalb der Zentrums-Fraktion, die ihn beurlaubt. Frustriert kehrt der Abgeordnete nach Hause zu seiner Familie zurück, wo er erfahren muss, dass Tochter Margarete von der Polizei wegen sozialdemokratischer Proteste gemeinsam mit Clemens Koch festgenommen wurde. Da man ihr keine Straftat nachweisen kann, wird sie bald wieder entlassen. Als Maggie ihre Eltern um Unterstützung bittet, um sich in Berlin eine neue Existenz aufzubauen, weisen ihre Eltern ihr Ansinnen zurück, da sie vermuten, dass ihre Tochter dort weiterhin sozialistischen Ideen nachhängen würde. Nur Leopold und Schwägerin Lilli unterstützen ihren Plan. Derweil droht die Ehe von Lilli und dem noch immer an der französischen Front dienenden Ernst zu scheitern.

### Sechster Teil
Der Krieg und die einhergehenden schrecklichen Verluste von Menschenleben haben derweil Margarete Chindler wenn nicht radikalisiert, dann doch zumindest die Augen für das menschliche Leid geöffnet. Ihre offen pro-sozialdemokratische und dezidierte Antikriegs-Haltung mündet immer häufiger in offenen Protest. Nach ihrer Gefängnishaft kehrt Maggie nicht mehr nach Hause zurück, sondern findet eine Bleibe bei politisch Gleichgesinnten, nämlich der ebenfalls sozialistischen Idealen nachhängenden Arbeiterfamilie Ritter in Berlin. Beim Tanzen lernt sie einen wegen seiner radikalen politischen Ansichten "der rote Richard" genannten jungen Mann kennen. Bald begeistert sich Margarete für ihn nicht nur wegen seiner politischen Ansichten, sondern auch als Mann gefällt ihr der Agitator ausnehmend gut. Dennoch will sie aus Treue auch weiterhin zu Clemens Koch stehen, der wie sie einsitzen musste. Über die Ritters findet Margarete eine Stelle in einer Kleiderfabrik, in der auch Richards Bruder Emil arbeitet. Margarete entwickelt eine übernationale Proletariersolidarität und organisiert für kriegsgefangene Klassenbrüder ausländische Zeitungen, damit diese weiterhin informiert sind. Für diese Tat wird Margarete erneut verhaftet und muss ins Gefängnis zurückkehren.

### Siebter Teil
Mit dem Fortschreiten des Krieges wird die Lage nicht nur an der Front, sondern auch im Deutschen Reich selbst immer verzweifelter. Hunger breitet sich daheim angesichts der britischen Kontinentalblockade aus. Berlin wird immer grauer, und auch im bislang beschaulichen Neustadt, wo der Krieg bislang unendlich weit entfernt schien, hat die Gesamtlage tiefe Spuren von Hunger und Verelendung hinterlassen. Selbst die bislang wohlhabenden Chindlers müssen sich nun massiv einschränken. In Frankreich haben die Amerikaner als weitere Feindmacht auf Seiten der Briten und Franzosen eingegriffen und pressen nun massiv gegen deutsche Stellungen. Einer dieser Offensiven ist Ernst zum Opfer gefallen. Die junge Witwe Lilli, die zuletzt in München gelebt hatte, kehrt in den Schoß der Familie zurück. In Berlin wird Margarete erneut aus dem Gefängnis entlassen und kehrt zu Clemens Koch zurück. Beide sind mehr denn je davon überzeugt, dass das Völkerschlachten an den Fronten endlich ein Ende haben müsse. Mit einem Generalstreik wollen sie die deutsche Staats- und Heeresführung dazu zwingen, um einen Frieden zu ersuchen. Noch steht die alte Ordnung, und die Polizei knüppelt den Aufstand nieder. Clemens kehrt Berlin den Rücken und geht nach Neustadt, wo er der dortigen SPD beitritt. Eines Tages sucht ihn Theodor Chindler auf, der über Clemens wieder mit Margarete in Kontakt treten möchte.

### Achter Teil
Deutschland 1918: Die Lage an der Westfront ist hoffnungslos, und im Reich rumort es überall. Die hungernde Bevölkerung ist kriegsmüde, und die Soldaten weigern sich immer häufiger, als sinnlos erachteten Befehlen zu folgen. Erstmals werden die Sozialdemokraten ins Regierungsboot geholt. Dies ist auch die Stunde des Theodor Chindler, dessen von Anbeginn kriegskritischer Haltung man sich jetzt wohlwollend erinnert. Der Zentrumspolitiker, der einst in starkem Gegensatz zur Sozialdemokratie stand, hat seine Meinung den „Roten“ gegenüber revidiert und lässt sich mit einem Ministerposten in das neue Kabinett holen. In Neustadt opponiert derweil ausgerechnet der „rote Richard“ mit seinen Genossen gegen diese Administration. Margarete und ihr Lebensgefährte Clemens schließen sich den Aufständischen nur deshalb an, um ein großes Blutbad zu verhindern. Es kommt zur direkten Konfrontation mit der kaisertreuen Armee. Koch übernimmt die Rolle eines Unterhändlers und gerät dadurch zwischen die Fronten. Es kommt zum großen Schusswechsel, bei dem Clemens tödlich getroffen wird. Auch der „rote Richard“ fällt. Margarete bleibt tief geschockt allein zurück. Sie weiß, dass sie jetzt Neustadt endgültig verlassen muss, um im Sinne der beiden toten Freunde und Kampfgenossen in Berlin für eine bessere Zeit zu kämpfen. Zurück lässt sie ein Elternhaus, das durch die politischen wie familiären Ereignisse der vergangenen vier Jahre endgültig zerbrochen ist.

## Produktionsnotizen
Die Dreharbeiten zu Theodor Chindler, eine von Bernd Eichingers Produktionsfirma Solaris hergestellte Auftragsproduktion des WDR, dauerten beinah ein halbes Jahr, vom 22. August 1978 bis zum 3. Februar 1979. Gefilmt wurde an 150 Drehtagen in den Bavaria-Ateliers in Geiselgasteig sowie an den Drehorten München, Blutenburg, Haimhausen, Thalkirchen sowie in Prag. Die Ausstrahlung in der ARD erfolgte überwiegend im Ein-Wochen-Takt, beginnend am 14. Mai 1979 und endend am 4. Juli 1979.
Die Filmbauentwürfe schuf Toni Lüdi, das in der Tschechoslowakei hergestellte Szenenbild stammte aus der Hand von Karel Vacek. Die Kostüme entwarfen Claudia Bobsin und Ellen Eckelmann. Den Ton überwachte Edward Parente, Milan Bor sorgte für die Tonmischung.
Die groß angelegte Produktion verschlang laut Der Spiegel etwa 25 Kilometer Rohfilm und kostete etwa 6,7 Millionen DM (das entspricht etwa 3,4 Millionen Euro). Neben einer umfangreichen Besetzung kamen überdies über 4000 Komparsen zum Einsatz.

## Kritiken
Die Bewertungen zu dieser ambitionierten TV-Großproduktion fielen durchgehend positiv aus. Nachfolgend drei Beispiele:
Der Spiegel widmete sich Geißendörfers Inszenierung intensiv und kam zu einem äußerst wohlwollenden Urteil: „Der Achtteiler … überragt den deutschen TV-Provinzialismus nicht nur durch das saubere Handwerk, sondern auch durch die Brillanz der (vielfach von Brentano übernommenen) Dialoge und die hervorragenden Schauspieler. Hans Christian Blech spielt den professoralen Einzelgänger mit verschrobener Würde und sympathischer Schrulligkeit, Rosemarie Fendel gibt der frömmelnden Elisabeth gerade so viel menschliche Wärme, daß diese Familien-Äbtissin nicht, wie im Buch, total denunziert wird. Fixpunkt des bis in die Nebenrollen exzellent besetzten Teams aber ist die Maggie der Katherina Thalbach. Wie sie geradezu sichtbar ihr soziales Gewissen entdeckt und dann mit Kopf und Herz die bornierte Männerwelt der Genossen auf Trab und zum Nachdenken bringt, ist eine Sternstunde deutscher TV-Unterhaltung.“
Auch Die Zeit zeigte sich sehr wohlgesonnen. Hier heißt es: „In seinem achtteiligen Fernsehfilm "Theodor Chindler" zeigt Hans W. Geissendörfer ein deutsches Großbürgertum, das sich in den eigenen vier Wänden, hinter hohen Gardinen und geschlossenen Fensterläden, abschirmt gegen jede Bewegung draußen. (…) Was Geissendörfer am Leben des konservativen Geschichtsprofessors Chindler, seiner fanatisch religiösen Frau Elisabeth und ihren Kindern interessiert, ist die Tragödie eines scheiternden Widerstandes. Geissendörfers Hauptperson ist darum nicht Theodor Chindler (Hans Christian Blech), sondern Margarete Chindler (Katharina Talbach). "Maggie", eine Gefühlsanarchistin, die gegen ihr Elternhaus opponiert und sich in Berlin der sozialdemokratischen Arbeiterbewegung anschließt, wird zu der am besten begründeten Figur des Films und zur außergewöhnlichsten Schauspielerleistung. (…) Geissendorfers Film aus einem deutschen Leben ist eine deutsche Tragödie. Drei Bilder vom Ende des Widerstands. Erstes Bild: Maggie, am Flußufer knieend, vor der blutigen Leiche ihres Freundes Koch, der wie sie zu den Aufständischen gehörte. Zweites Bild: Maggie, erstarrt vor Kochs Grab. Um sie herum Polizisten, die das Begräbnis bewachen. Am Friedhofsgitter Leopold, der eine rote Nelke auf das Grab wirft. Drittes Bild: Am Ende des Films steht, klagend, ein Bild von Maggie.“
Das große Personenlexikon des Films nannte Geißendörfers aufwändige Inszenierung in der Biografie des Regisseurs „eine beachtliche, vorzüglich gespielte Fernsehserie“.